# Saelele (gmina)
Saelele – gmina w Rumunii, w okręgu Teleorman. Obejmuje miejscowości Pleașov i Saelele. W 2011 roku liczyła 2293 mieszkańców. 